# John Scarlett Davis
Pour les articles homonymes, voir John Davis.
John Scarlett Davis ou Davies, né le 1er septembre 1804 à Leominster (Royaume-Uni) et mort le 29 septembre 1845 à Londres, est un peintre paysagiste, portraitiste, peintre d'architecture et lithographe britannique.

## Biographie

### Famille et formation
Son père James Davis est horloger et orfèvre et horloger, John Scarlett Davis est le deuxième de ses cinq enfants. Scarlett est le nom de jeune fille de sa mère, parente éloignée de James Scarlett, 1er baron Abinger.
À l'âge de onze ans, Davis remporte un prix de la société locale pour l'encouragement des arts. Il étudie ensuite aux écoles de la Royal Academy of Arts de Londres et commence à exposer ses œuvres aux expositions annuelles de la Royal Academy en 1825, avec le tableau « My Den ». Il expose pour la dernière fois à Londres en 1844. Il est influencé par le travail de son contemporain, Richard Parkes Bonington.

### Carrière artistique
Davis peint des portraits, des paysages et des intérieurs d'églises et se spécialise dans la peinture des intérieurs de galeries d'art. Son tableau The Interior of the British Institution Gallery (1829) représente une collection de maîtres anciens. Il lithographie et publie douze têtes d'après des études de Rubens et en 1832 quelques vues de l'abbaye de Bolton, gravées sur pierre d'après nature. Son aquarelle de la collection de Benjamin Godfrey Windus (1835) montre les tableaux de Turner sur les murs. John Ruskin étudie ces Turners en écrivant ses Peintres modernes. Davis a également peint les intérieurs du Musée du Louvre. Entre 1842 et 1845, il est chargé de dessiner des copies des peintures des collections des palais royaux britanniques.
Davis peint lors de voyages sur le continent. En 1831, il reçoit une commande de Lord Farnborough pour peindre un intérieur du Vatican et de l'Escurial. À Florence en 1834, il peint l'intérieur de la Galerie des Offices, à Amiens, Intérieur de la cathédrale (1841) et à Amsterdam, en 1841, Jack après une croisière réussie, visitant ses anciens camarades à Greenwich.
Il meurt de tuberculose pulmonaire le 29 septembre 1845, à son domicile londonien, à 41 ans.

## Lieux de conservation des œuvres
Ses œuvres se trouvent dans un certain nombre de collections publiques et privées, dont plusieurs dans chacun des musées nationaux de Cardiff, la National Portrait Gallery, la Tate Britain, le Hereford Museum and Art Gallery, le Leominster Museum, le Metropolitan Museum of Art et le Yale Center for British Art. Une grande exposition rétrospective de son œuvre a eu lieu à Hereford en 1937. Un certain nombre de ses lettres sont conservées par les bibliothèques et le service d'information du Herefordshire.

## Hommage
Une plaque commémorative est apposée, en septembre 2002, sur sa maison natale à Leominster.